# Бао Дай
Бао Дай (в'єт. Bảo Đại, трансліт. 保大; 22 жовтня 1913, Хюе — 30 липня 1997, Париж, Франція) — останній імператор В'єтнаму, 13-й імператор династії Нгуен, правитель прояпонської маріонеткової держави В'єтнамська імперія.

## Біографія
Народився під ім'ям Нгуєн Фиок Вінь Тхюї (в'єт. Nguyễn Phước Vĩnh Thụy)) в місті Хюе, яке у той час було столицею В'єтнаму. По віросповіданню — католик. Його батьком був імператор Кхай Дінь (в'єт. Khải Định). Здобув освіту в Паризькому університеті політичних досліджень. У 1925, після смерті батька, став імператором і прийняв ім'я Бао Дай, але також був відомий під іменами Нгуєн Фиок Тхіен (в'єт. Nguyễn Phước Thiển) або Вінь Тхюї (в'єт. Vĩnh Thụy). Фактично був маріонеткою французької адміністрації, оскільки у той час В'єтнам входив до складу Французького Індокитая.